# عادله هاشم
عادله هاشم حقوقدان و نمایندهٔ آفریقای جنوبی در پروندهٔ موسوم به آفریقای جنوبی در برابر اسرائیل در دیوان بین‌المللی دادگستری است که در آن دولت اسرائیل متهم به ارتکاب «نسل‌کشی» علیه مردم غزه در جریان جنگ اسرائیل و حماس در اواخر سال ۲۰۲۳ و اوایل سال ۲۰۲۴ شده‌است. وی مدت ۱۰ سال در حوزه‌های مربوط به اموری چون حقوق اجتماعی-اقتصادی فعال بوده‌است. هاشم در ژوئن ۲۰۰۳ به عضویت انجمن وکلای ژوهانسبورگ درآمد و به وکالت مشغول شد. مدارک علمی هاشم شامل: کارشناسی حقوق، کارشناسی ارشد حقوق و نیز دکترای حقوق قضایی می‌باشد. او از دیوان بین‌المللی لاهه خواسته که هر چه سریعتر به این پرونده رسیدگی کنند و در توضیحات خود به دادگاه گفته: «هیچ چیزی جلوی این رنج را نمی‌گیرد مگر دستور این دادگاه.»

## فعالیت‌ها
عادله هاشم به مدت ۱۰ سال در حوزه‌های مربوط به حقوق اجتماعی-اقتصادی فعال بوده‌است. او در ژوئن سال ۲۰۰۳ به عضویت انجمن وکلای ژوهانسبورگ درآمد و فعالیت‌های خود را در عرصهٔ وکالت آغاز کرد. هاشم پرونده کسانی را پیگیری کرده که برای رسیدن به عدالت، خواهان مراقبت‌های بهداشتی و نیز برابری‌های اقتصادی و پاسخگویی در برابر حکومت‌ها بوده‌اند. وی همچنین پایه‌گذار «بخش ۲۷» که یک سازمان غیرانتفاعی است می‌باشد که از دسترسی به خدمات آموزش ابتدایی و بهداشتی حمایت می‌کند. او از بنیان‌گذاران یک سازمان مبارزه با فساد موسوم به «دیدبان فساد» نیز می‌باشد. وی در کنار این فعالیت‌ها، سرپرستی یک تیم از وکلا را بر عهده گرفته که وکلات پرونده‌هایی را به عهده می‌گیرند که بر گروه‌های محروم تأثیر می‌گذارند و بیشتر در تلاشند اثبات کنند که این محدودیت‌ها، با قانون اساسی مغایرت دارند. او در بخشهای مختلف دادگاه عالی آفریقای جنوبی و دادگاه قانون اساسی حضور داشته‌است. عادله هاشم در حال حاضر، به صورت موقت، مشغول قضاوت است و دارای مدارک علمی چون: کارشناسی حقوق، کارشناسی ارشد حقوق و نیز دکترای حقوق قضایی می‌باشد.